# 福井県立福井農林高等学校
福井県立福井農林高等学校（ふくいけんりつ ふくいのうりんこうとうがっこう、英: Fukui Prefectural Fukui Agriculture and Forestry High School）は、福井県福井市新保町にある公立の農業高等学校。通称は「福農（ふくのう）」。

## 設置学科
- 生物生産科
- 環境工学科（2年次から下記の2コースに分かれる）
  - 環境緑化コース
  - 環境土木コース
- 生活科学科
- 食品流通科（2年次から下記の2コースに分かれる）※2022年4月に生産流通科から学科改編
  - 加工コース
  - 流通コース
- 生産流通科（2年次から下記の2コースに分かれる）※学科改編により2024年3月末閉科予定
  - 加工コース
  - 流通コース

## 沿革
- 1893年（明治26年）- 農事講習所（修業2年）として設立。本校農科（福井市日之出下町）、分校水産科（遠敷郡竹原村）。
- 1899年（明治32年）- 福井県立福井農学校（修業3年）に改称し、分校水産科独立。
- 1902年（明治35年）- 吉田郡円山西村町屋に校舎移転。
- 1908年（明治41年）- 福井県立福井農林学校に改称（農科（1部）、林科（2部）を設置（修業4年）し、蚕業別科を新設（修業1年））。
- 1940年（昭和15年）- 吉田郡円山西西村新保（現在地）に校舎移転。
- 1948年（昭和23年）- 福井県立農業学校と福井県立工業学校が統合され、福井県立第二高等学校に改称（農業科、林業科、女子部、工業科を設置）。
- 1949年（昭和24年）- 福井県立高志高等学校に改称（工業科を分離）。
- 1953年（昭和28年）- 高志高等学校から農業課程が分離し、福井県福井農林高等学校として独立（農業科、園芸科、林業科、農業土木科、家庭科を設置）。
- 1955年（昭和30年）- 園芸科新設。
- 1957年（昭和32年）- 福井県立福井農林高等学校に改称。
- 1992年（平成4年）- 生物生産科、環境工学科、生活科学科、生産流通科設置。
- 1995年（平成7年）- 第1回インドネシア農業研修生派遣。
- 1998年（平成10年）- ふれあいマート開設。
- 2000年（平成12年）- インドネシア国立タンジュンサリ農業高校と友好協定書調印（2006年に再調印）。
- 2006年（平成18年）- 日本水大賞受賞、目指せスペシャリスト研究開発校指定（2006年 - 2008年度まで指定）。
- 2016年（平成28年）- 第40回全国総文祭郷土芸能部門優秀賞、文化庁長官賞受賞。
- 2017年（平成29年）- 第68回日本学校農業クラブ全国大会平板測量競技最優秀賞。
- 2019年（平成31年）- アジアGAP認証取得。
- 2022年（令和4年）4月 - 生産流通科を食品流通科に学科改編。

## 部活動
- 運動部 - 野球、サッカー、相撲、陸上、バレーボール（男・女）、剣道、テニス（男・女）、レスリング
- 文化部 - 演劇、芸術、吹奏楽、JRC、放送、茶華道、郷土芸能
- 文化部（農業系）- 生物生産、環境工学（環境緑化・環境土木）、生活科学、生活流通
- 同好会 - 合唱

## 所在地
〒910-0832 福井県福井市新保町49-1

## アクセス
- えちぜん鉄道勝山永平寺線 越前新保駅 徒歩3分
- 北陸自動車道 福井北ICから約15分

## 著名な卒業生
- 豊田三郎（洋画家）
- 阿武南三男（大相撲力士）